# Stenopsychodes syrdenus
Stenopsychodes syrdenus är en nattsländeart som beskrevs av Arturs Neboiss 1974. Stenopsychodes syrdenus ingår i släktet Stenopsychodes och familjen Stenopsychidae. Inga underarter finns listade i Catalogue of Life.